# Republikanische Partei (Tunesien)
Die Republikanische Partei (الحزب الجمهوري, DMG al-Ḥizb al-Ǧumhūrī, französisch Parti républicain) ist eine säkulare sozialliberale Partei in Tunesien, die in der politischen Mitte verortet wird. Sie ging am 9. April 2012 aus einer Fusion von Progressiver Demokratischer Partei (PDP), Afek Tounes, tunesischer Republikanischer Partei, Al Irada, Al Karama, der Bewegung Bledi, der Partei für Demokratie und soziale Gerechtigkeit sowie weiteren Gruppierungen und unabhängigen Personen hervor. Die Partei wird von Generalsekretärin Maya Jribi geleitet, die zuvor Generalsekretärin der PDP war. Mit 11 von 217 Mandaten war sie die größte Oppositionspartei in der verfassungsgebenden Versammlung von Tunesien. Die Partei schied aus der Vereinigung Union für Tunesien aus, ist aber noch Teil der Nationalen Rettungsfront.
Nach der Gründungsversammlung fochten neun Abgeordnete der PDP das Votum der Führung an und setzten ihre Parteimitgliedschaft zeitweilig aus. Diese neun Abgeordneten gründeten am 8. November 2012 die Demokratische Allianz.
Bei der ersten regulären Wahl unter der neuen Verfassung im Oktober 2014 erhielt sie nur noch einen Sitz. Ihr Kandidat Néjib Chebbi schied bei der anschließenden Präsidentschaftswahl mit nur 1,04 % der Stimmen aus.